# Lumiar
Lumiar ['lumiaɾ] ist eine portugiesische Gemeinde (Freguesia) im 3. Bairro der Hauptstadt Lissabon. Sie ist 6,6 km² groß und hat 46.334 Einwohner (Stand 19. April 2021), und ist damit eine der größten Gemeinden Lissabons. Nachbargemeinden sind Odivelas, Campo Grande, São João de Brito, Olivais, Charneca do Lumiar, Ameixoeira und Carnide. Lumiar grenzt unmittelbar an den Südwesten des Flughafens von Lissabon.
Aufgrund der Größe wird die Gemeinde in die folgenden Bairros (Stadtviertel) unterteilt: Alta de Lisboa, Calvanas, Paço do Lumiar, Telheiras und Bairro da Cruz Vermelha.

## Geschichte
Die Freguesia Lumiar wurde am 2. April 1166 als Pfarreibezirk gegründet. Im 18. Jahrhundert gehörte die Gemeinde einige Jahre zur Nachbargemeinde Santa Maria dos Olivais, am 18. Juli 1885 wurde sie aber zu einer Gemeinde der Stadt Lissabon. Seit Ende des 19. Jahrhunderts erfuhr Lumiar aufgrund der Lage als Vorstadt von Lissabon einen enormen Zuwachs.

## Kultur
In Lumiar befinden sich das Museu Nacional do Traje (Kostümmuseum) und das Museu Nacional do Teatro, das Theatermuseum Portugals.
Am Campo Grande liegt das José-Alvalade-Stadion von Sporting Lissabon.

### Kirchen
- Igreja Paroquial Lumiar
- Igreja Paroquial de Nossa Senhora do Carmo – Alto do Lumiar
- Convento de Santa Brígida
- Convento de Nossa Senhora das Portas do Céu

## Parks

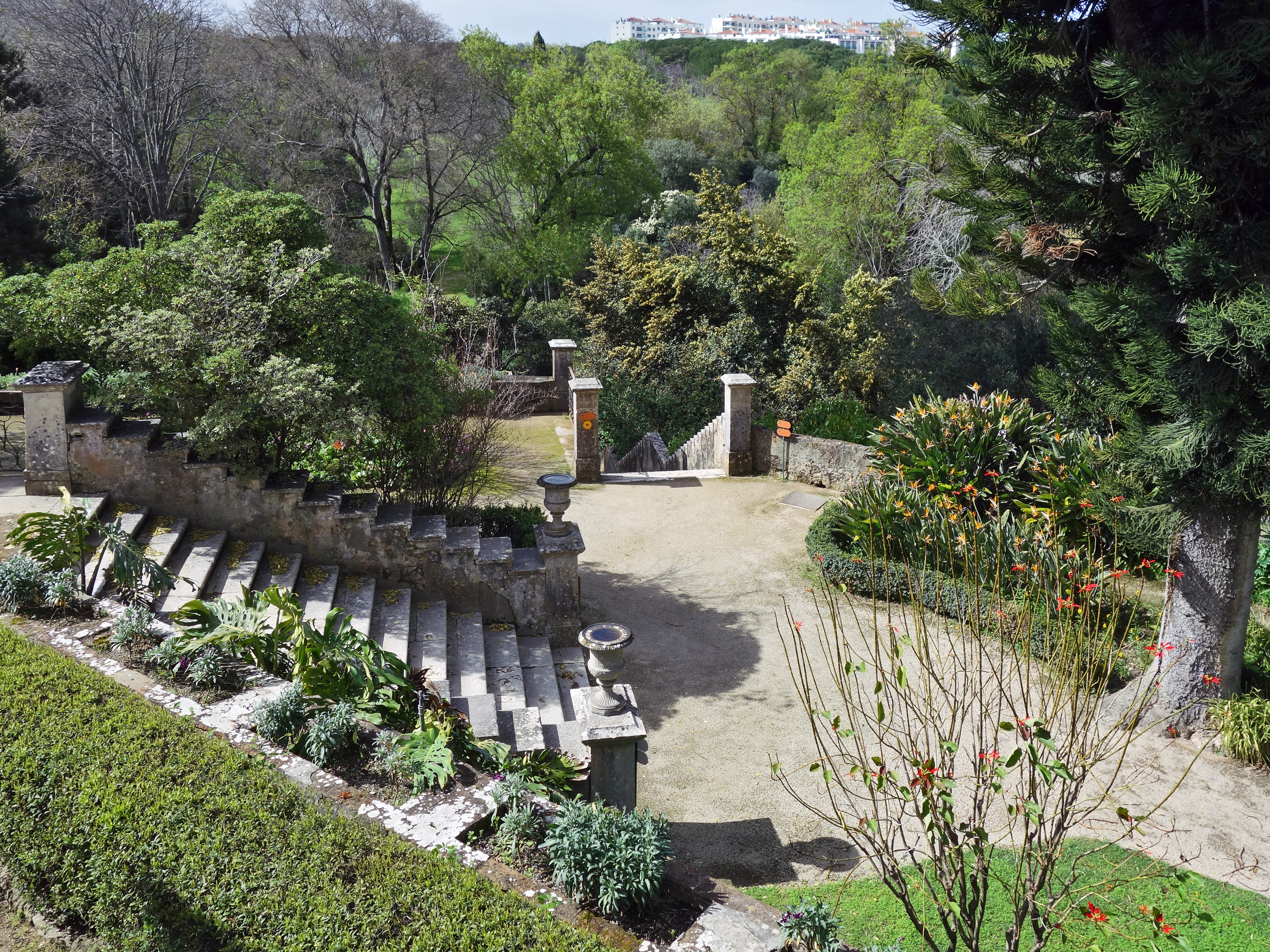
Parque Botânico do Monteiro-Mor, Treppenanlage im historischen Garten beim Palácio Angeja-Palmela

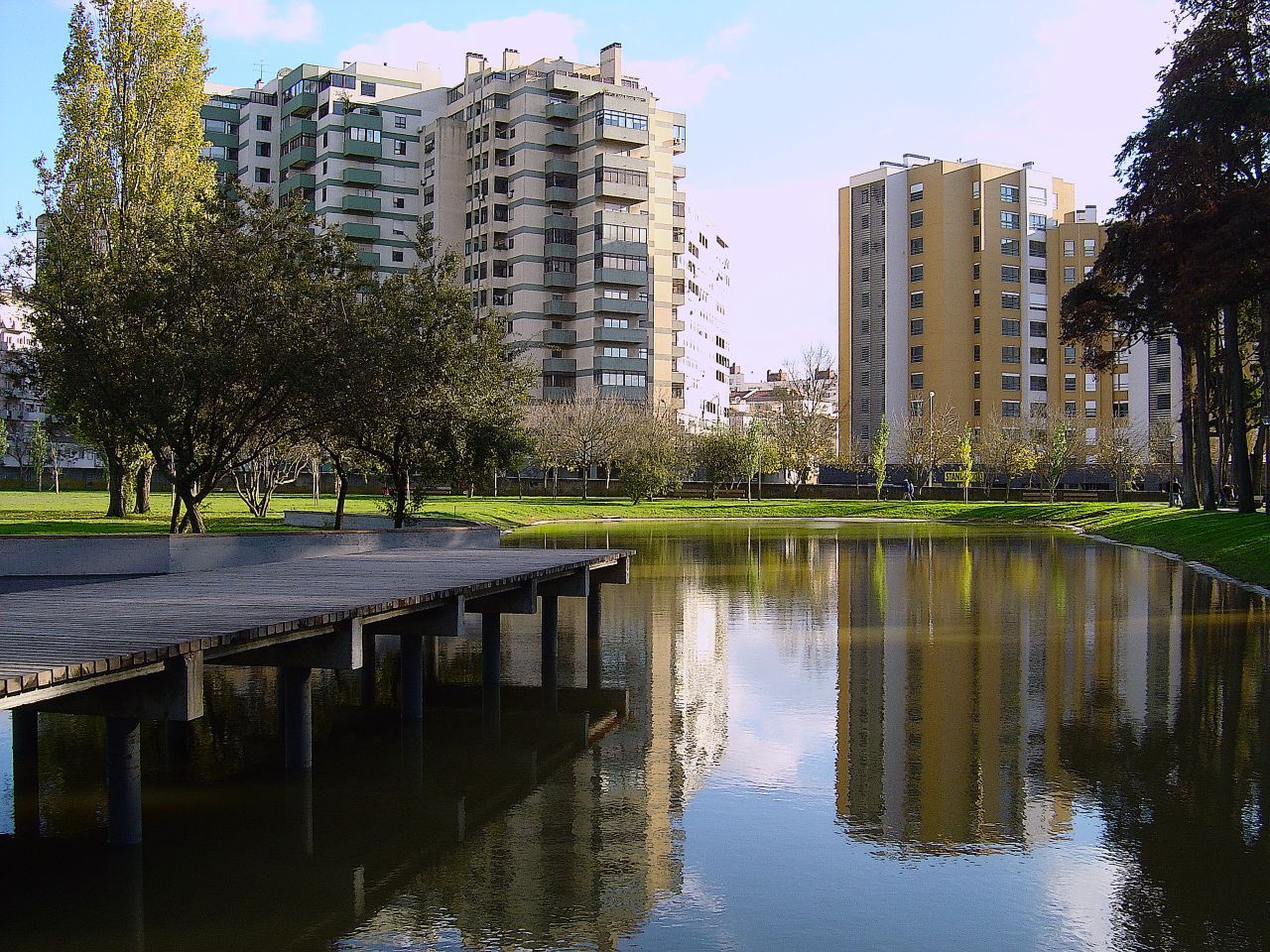
Quinta das Conchas

In der Gemeinde gibt es drei größere Parkanlagen:
- Quinta das Conchas e dos Lilases
- Parque Botânico do Monteiro-Mor
- Parque do Vale Grande

## Gesundheit
In Lumiar gibt es drei Gesundheitseinrichtungen, das Krankenhaus der portugiesischen Luftstreitkräfte Hospital da Força Aérea, das Hospital de Pulido Valente und das Centro de Saúde do Lumiar.

## Verkehr

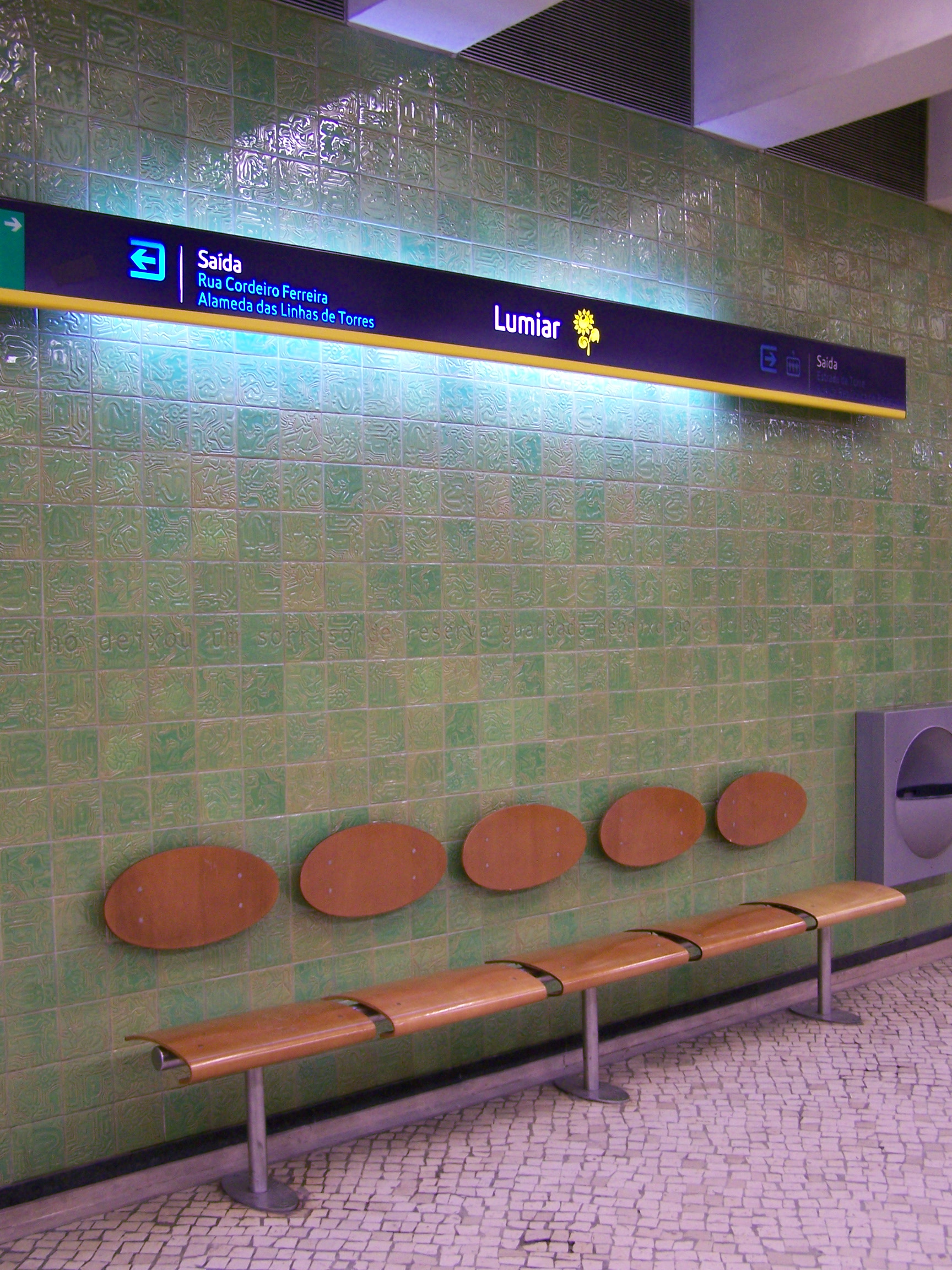
Metrostation Lumiar

Durch Lumiar zieht sich in Nordost-Südwest-Richtung die Schnellstraße Eixo Norte-Sul, eine wichtige Verkehrsverbindung, die 2008 fertiggestellt wurde.
Östlich von Lumiar liegt der Flughafen Lissabon.
Die Gemeinde ist über die Grüne und Gelbe Linie der Metro Lissabon sowie über Busse von Carris angebunden. In Lumiar befinden sich die Metrostationen:
- U-Bahnhof Telheiras
- U-Bahnhof Campo Grande
- U-Bahnhof Lumiar
- U-Bahnhof Quinta das Conchas